# 三氟二氯化磷
三氟二氯化磷是一种无机化合物，化学式为PF3Cl2。

## 制备
三氟二氯化磷可由氯气和三氟化磷反应得到：
PF3 + Cl2 → PF3Cl2
三氟化磷或硫代磷酰氟和一氯化碘在室温下平和反应，生成PF3Cl2。

## 性质
PF3Cl2受热分解，生成PF5和PCl5。和氟化钙加热反应，生成PF5。和F3CSO2NNaCl反应，生成F3CSO2N=PF3；类似地，它和PF3NH2的反应，也能得到含P=N键的化合物F3P=NPF2。
PF3Cl2在CH3CN中的导电性很弱。

## 用途
PF3Cl2和HF的反应可以用于制备PF5。